# Jawierzny
Die Jawierzny ist ein Berg in Polen. Er liegt auf dem Gemeindegebieten von Wisła und Brenna und teilt die Flusstäler der oberen Weichsel und der Brennica. Mit einer Höhe von 799 m ist er einer der niedrigeren Berge im Równica-Kamm der Schlesischen Beskiden. Der Berg ist ein beliebtes Touristenziel. Der Gipfelbereich ist bewaldet. 

## Tourismus
- Auf den Gipfel führen mehrere markierte Wanderwege von Wisła und Brenna